# Moulin de Verzenay
Le moulin de Verzenay est un moulin à vent construit au début du XIXe siècle sur la commune de Verzenay dans la Marne et dont le site permet d'apprécier l'exceptionnel panorama sur les vignobles de Champagne. Il a été un lieu d'observation pendant les deux guerres mondiales.

## Histoire
Ce moulin à vent de type pivot est situé à 700 m au nord-ouest de Verzenay, village typique du vignoble de la Montagne de Reims. Construit en 1818 par les époux Tinot-Vincent sur le Mont-Bœuf pour moudre des céréales (blé, orge et seigle), il cessa de tourner en 1903. Seul rescapé des nombreux autres moulins du XIXe siècle, il participe aujourd'hui à la beauté du paysage. À l'origine, il possédait deux tournures et deux corps de bâtiment afin de pouvoir y moudre simultanément deux catégories de céréales différentes.
Le dernier exploitant meunier sera la famille Boudeville qui a racheté le moulin en 1863. Elle l’exploite jusqu’en 1903, date de cessation d’activité volontaire car Paul-Emile Boudeville, le meunier, avait décidé que le moulin ne tournerait plus après sa mort.
La maison Walbaum Goulden achète le moulin en 1904 pour 10 000 francs-or. Initialement, la transaction prévoyait mille francs-or pour chacun des neuf héritiers. Or, au moment de signer l'acte, un nouvel enfant venait de naître. La famille réclama en conséquence mille francs-or supplémentaires pour conclure la vente, ce qui fut accepté,. Le moulin est transformé en lieu de villégiature avec la construction d'un pavillon de chasse. En 1920, il est consolidé et ses parties mobiles sont immobilisées. Il devient en 1923 la propriété de la maison Heidsieck & C° Monopole. Une restauration du moulin dans le respect de son origine est mise en œuvre en 1949 sous l’impulsion du régisseur du Domaine Heidsieck de l’époque (M. Rémy). Charpente, menuiserie et les quatre ailes sont alors restaurées « à l’identique ».
En 1972, la maison de Champagne Mumm en fait l'acquisition et depuis en assure l'entretien et l’ouvre, à l'occasion de réceptions privées, à ses hôtes qui peuvent y apprécier un exceptionnel panorama sur les vignobles de champagne.
Le moulin de Verzenay est fortement endommagé lors de la tempête de juillet 2013. Fin décembre 2013, les ailes endommagées par la tempête sont remplacées par de nouvelles ailes de 9 mètres et pesant chacune 700 kg.

## Rôle pendant les deux guerres mondiales
Très bien situé pour son panorama et à une altitude de 222 m, il sert de poste d'observation pendant la guerre de 1914-1918. Des galeries souterraines et des chambres en bétons y furent construites. Le 27 septembre 1917, Raymond Poincaré, président de la République, et le chef allié Victor-Emmanuel III, roi d'Italie, accompagnés des généraux Fayolle, Micheler et Gouraud, s'y rendent pour y observer les lignes ennemies,.
Il reçut plusieurs obus pendant la guerre 1914-1918 : un sur l’arbre central et un autre dans une ouverture du moulin. 
Il retrouve son rôle d’observatoire en 1944 pour l’armée américaine.

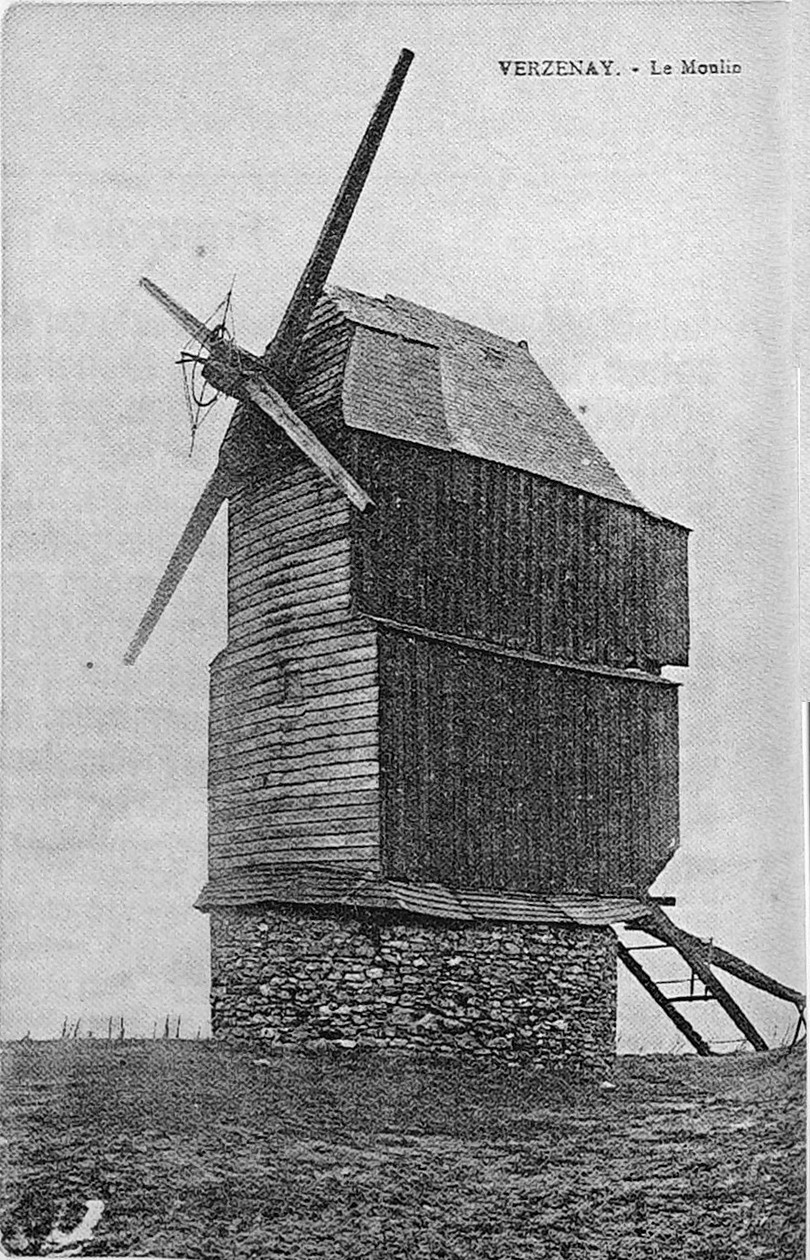
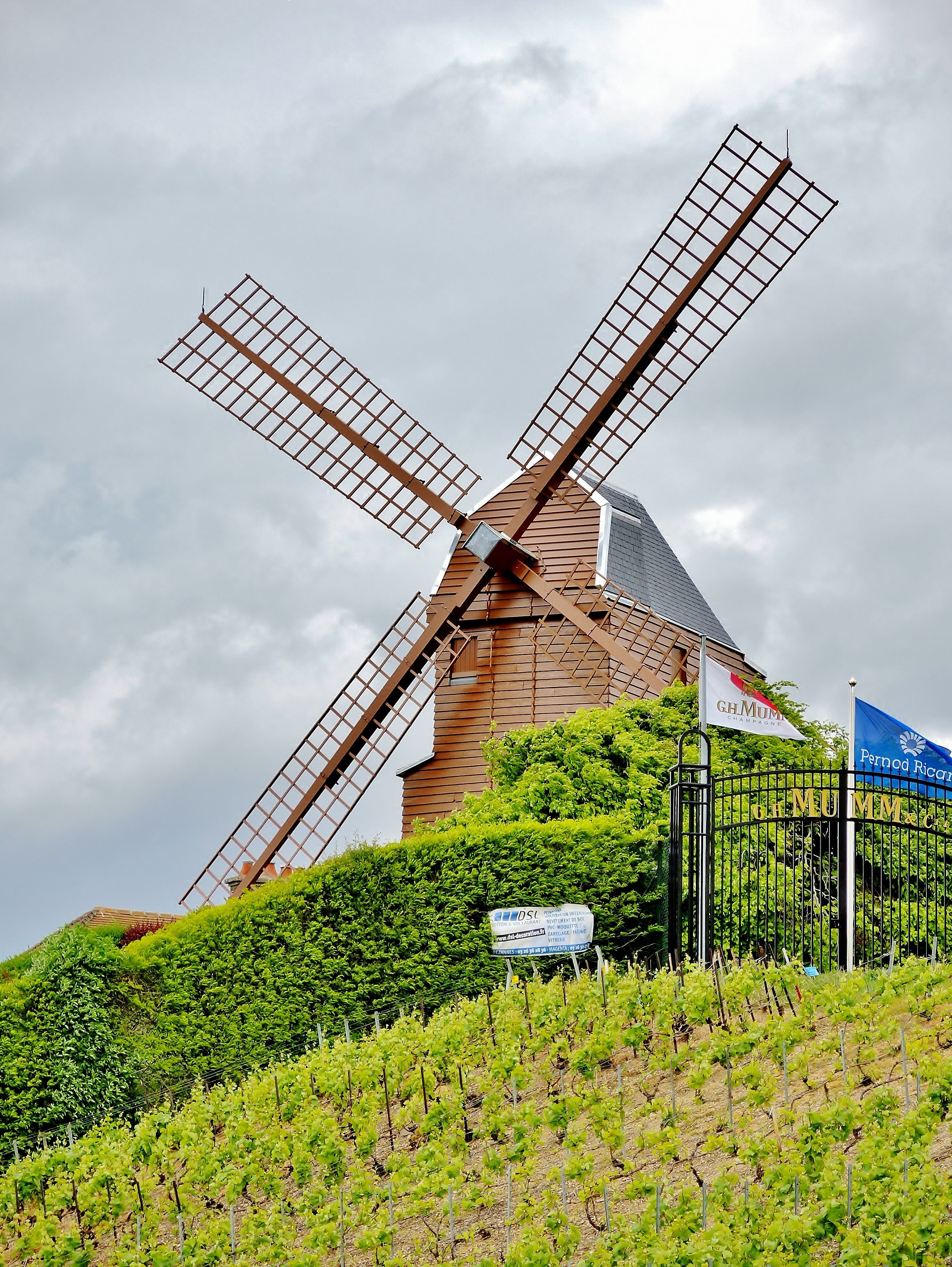
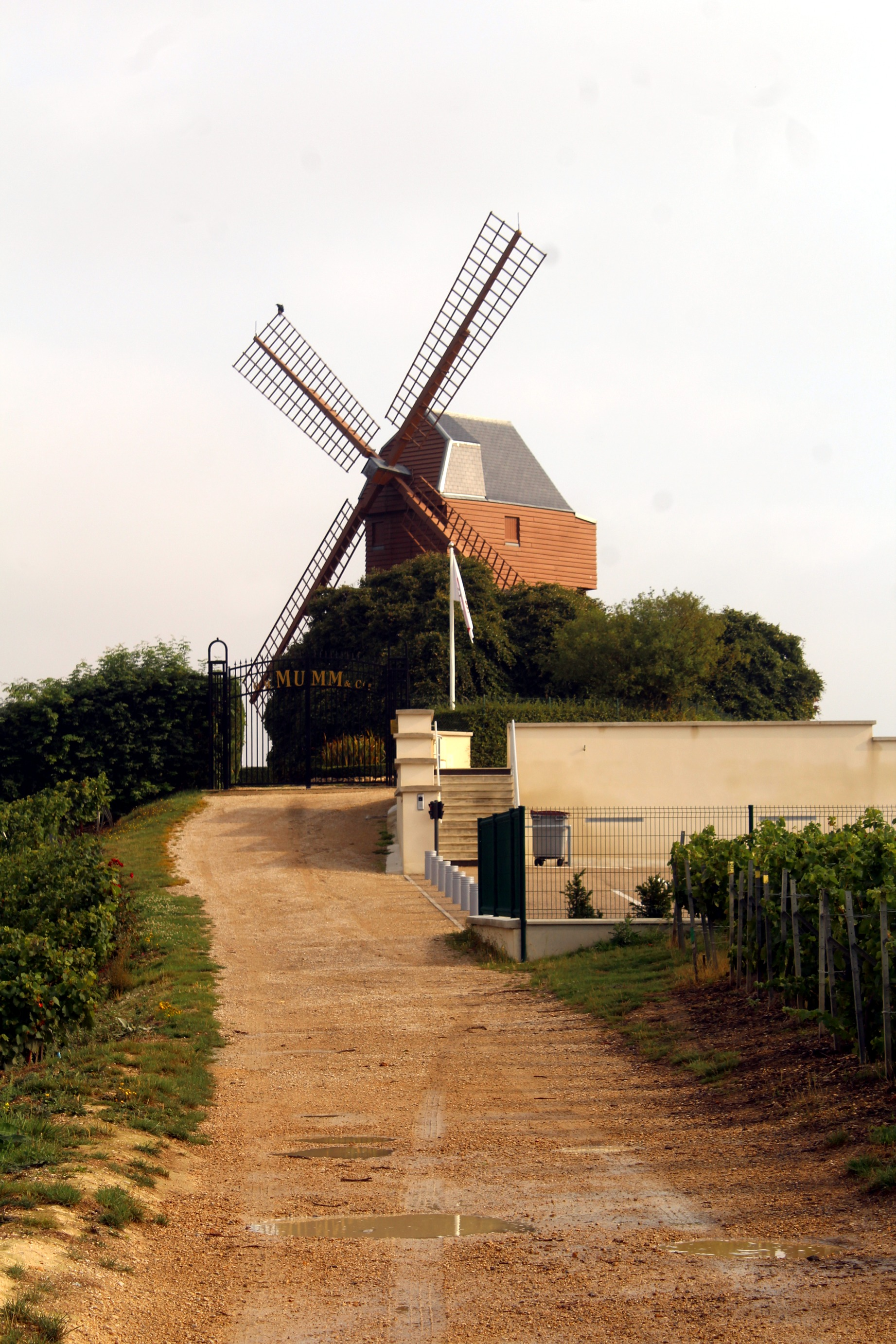
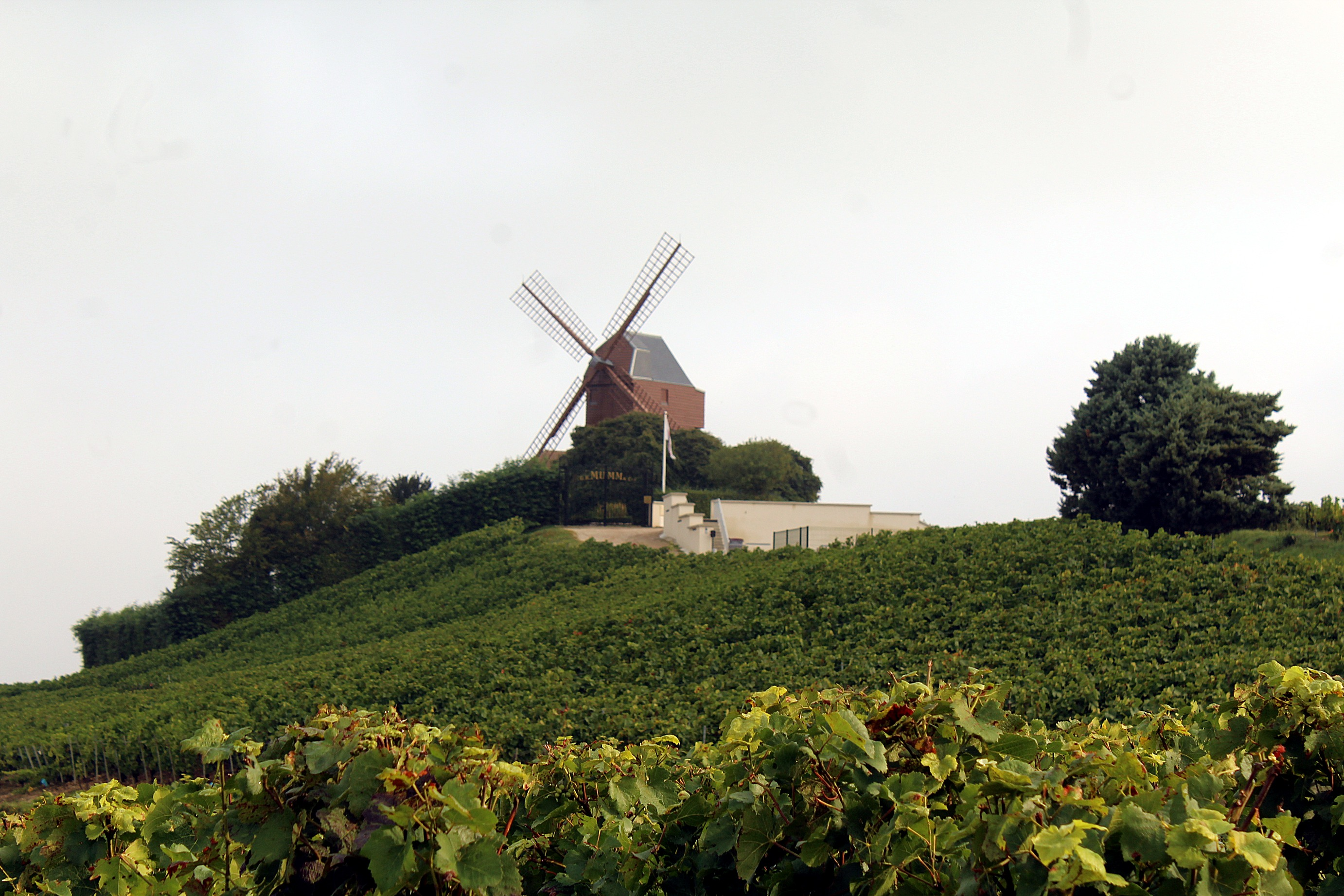
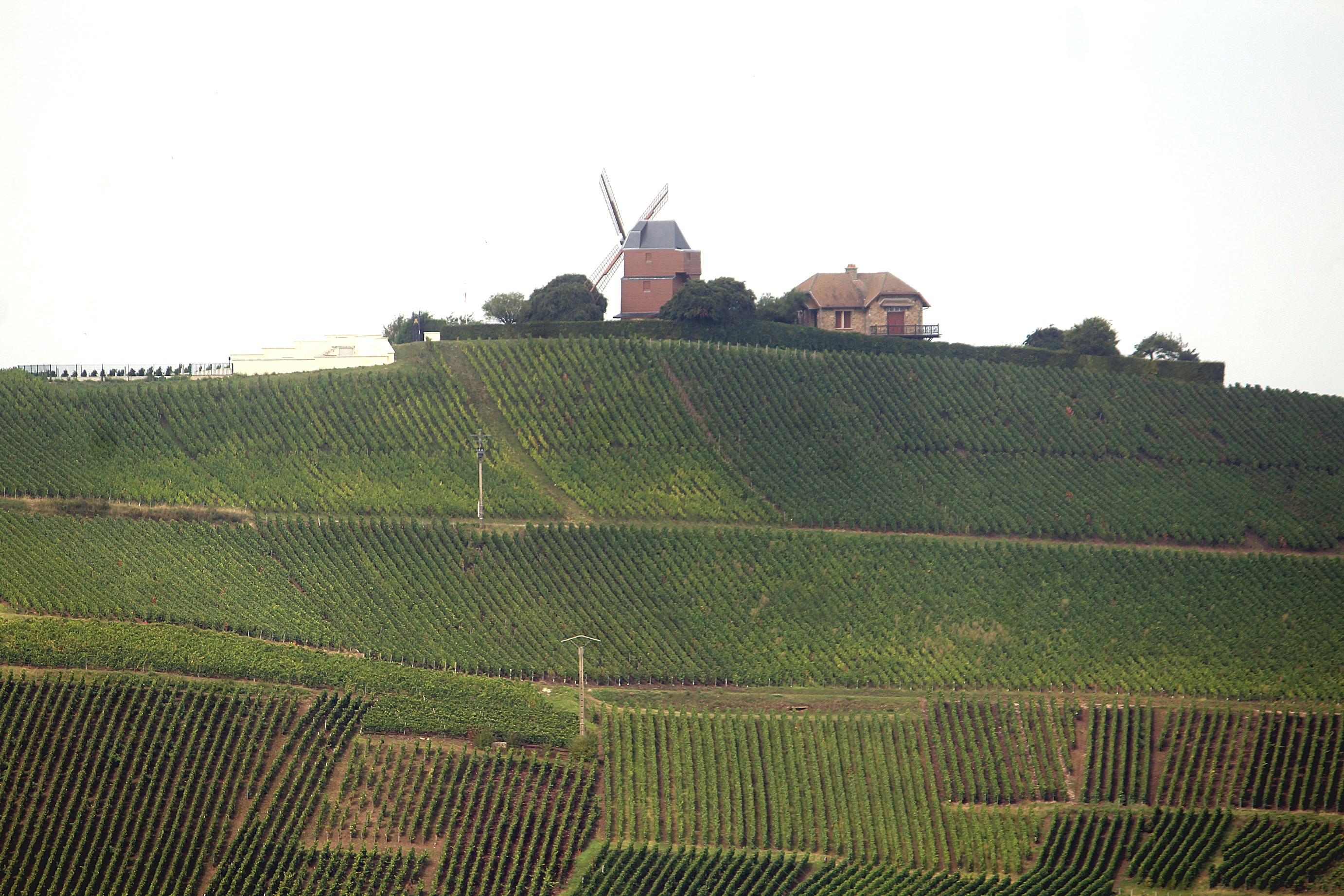
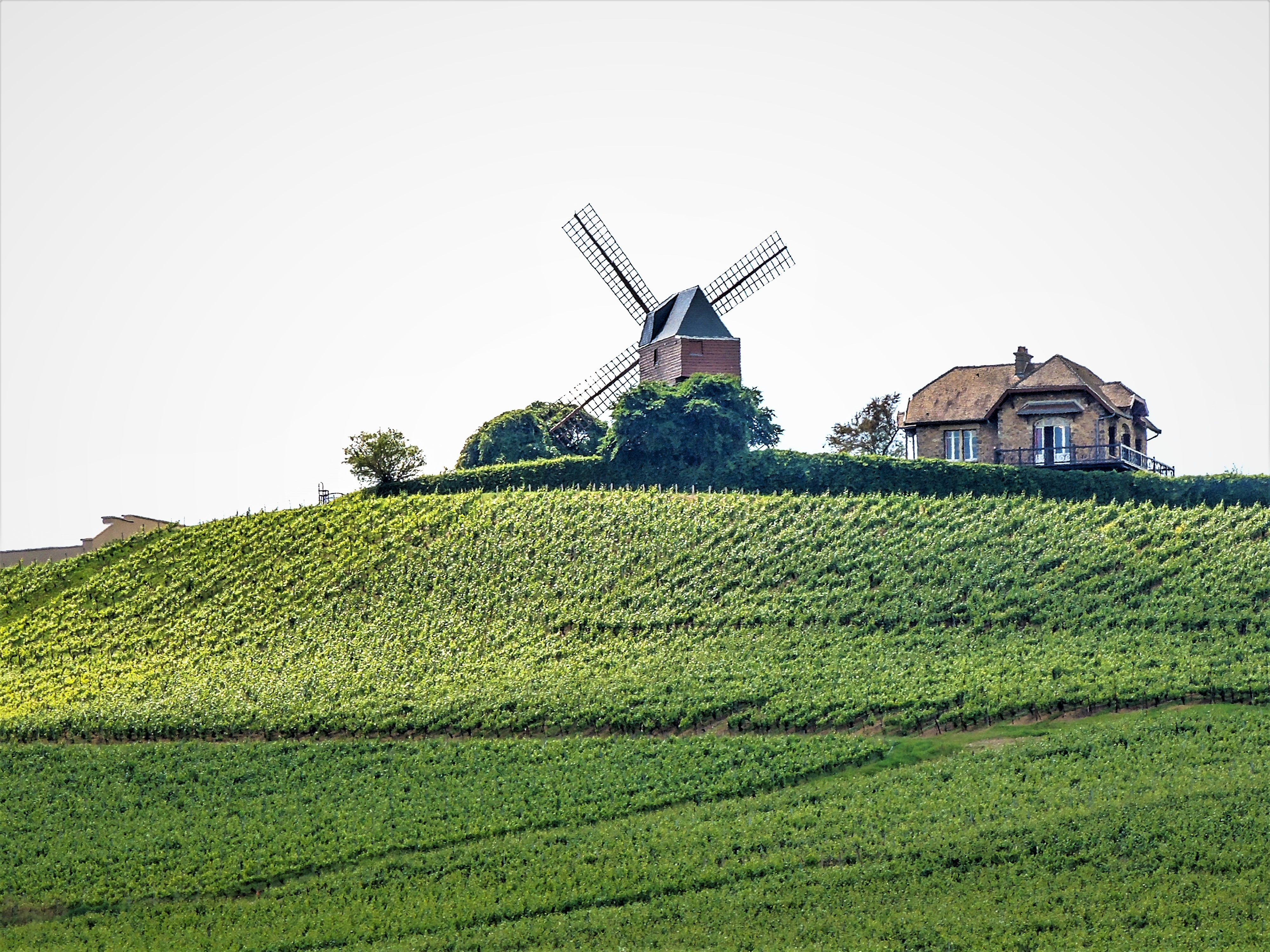